# Риу-Садулуй
Риу-Садулуй (рум. Râu Sadului) — комуна у повіті Сібіу в Румунії. До складу комуни входить єдине село Риу-Садулуй.
Комуна розташована на відстані 207 км на північний захід від Бухареста, 19 км на південь від Сібіу, 133 км на південь від Клуж-Напоки, 145 км на північ від Крайови, 120 км на захід від Брашова.

## Населення
За даними перепису населення 2002 року у комуні проживали 636 осіб.
Національний склад населення комуни:
| Національність | Кількість осіб | Відсоток |
| -------------- | -------------- | -------- |
| румуни         | 635            | 99,8%    |
| німці          | 1              | 0,2%     |

Рідною мовою назвали:
| Мова      | Кількість осіб | Відсоток |
| --------- | -------------- | -------- |
| румунська | 635            | 99,8%    |
| німецька  | 1              | 0,2%     |

Склад населення комуни за віросповіданням:
| Релігія                                       | Кількість осіб | Відсоток |
| --------------------------------------------- | -------------- | -------- |
| православні                                   | 624            | 98,1%    |
| бретрени                                      | 10             | 1,6%     |
| римо-католики                                 | 1              | 0,2%     |
| лютерани (Синодально-пресвітеріанська церква) | 1              | 0,2%     |

## Зовнішні посилання
- Дані про комуну Риу-Садулуй на сайті Ghidul Primăriilor [Архівовано 31 жовтня 2009 у Wayback Machine.]